# Schiedeella parasitica
Schiedeella parasitica är en orkidéart som först beskrevs av Achille Richard och Henri Guillaume Galeotti, och fick sitt nu gällande namn av Rudolf Schlechter. Schiedeella parasitica ingår i släktet Schiedeella och familjen orkidéer. Inga underarter finns listade i Catalogue of Life.